# Raisonnement contrefactuel
 (juillet 2025).
Le raisonnement contrefactuel est un type particulier de raisonnement qui consiste à modifier en imagination l'issue d'un événement en modifiant l'une de ses causes.
Par exemple « si James Dean avait pris le train le jour de son accident de voiture, il ne serait pas mort ».

## Description
Ces mécanismes dépendent d'un certain nombre des paramètres qui influent sur le raisonnement contrefactuel. Ainsi, il a été montré que les gens annulent plus volontiers :
- un acte inhabituel plutôt qu'un acte habituel (« si seulement il n'avait pas pris ce chemin qu'il ne prend jamais »)
- un acte temporellement proche de l'acte final (le dernier feu rouge avant l'accident plutôt que le premier)
- un acte maîtrisé plutôt que contraint (promenade volontaire plutôt qu'embouteillages dus au trafic)
- l'action plutôt que l'inaction.